# Alessandro Ciaccio

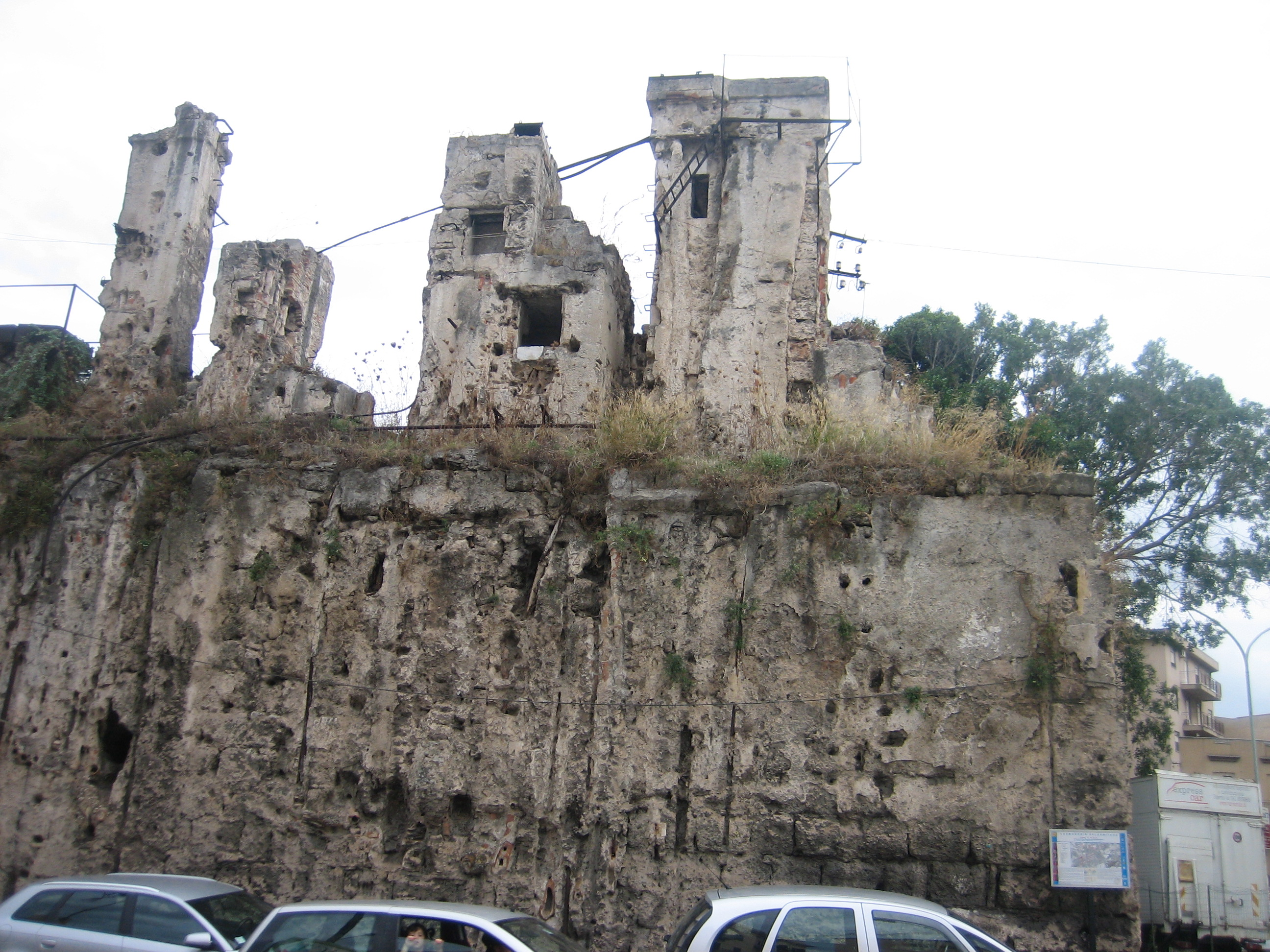
Ruïne van de Porta Montalto in Palermo. De poort werd veroverd door Alessandro Ciaccio (1860) bij de eenmaking van Italië.

Alessandro Ciaccio (Palermo, 29 oktober 1818 – aldaar, 7 februari 1897) was een Italiaans patriot in het koninkrijk der Beide Siciliën. Hij vocht als Roodhemd mee met generaal Garibaldi in de bevrijding van Sicilië tegen het regerend Huis Bourbon-Sicilië.

## Levensloop
Ciaccio groeide op in Palermo, een stad op Sicilië. Hij ijverde om het Huis Bourbon-Sicilië van de macht te verdrijven en zo bij te dragen tot de eenmaking van Italië. Het jaar 1848 was een revolutiejaar in Europa, en ook in Sicilië. Opstandelingen scheurden zich af van de Beide Siciliën: het werd het koninkrijk Sicilië. Ciaccio was actief in de Nationale Garde van het nieuwe koninkrijk. Hij had de functie van kwartiermeester. In 1849 herstelde het Bourbonregime haar macht op Sicilië. Ciaccio vluchtte weg naar Genua, naar het koninkrijk Piëmont-Sardinië dat de opstandelingen gesteund had. Zijn broer Francesco trok verder weg naar Amerika.
Van 1849 tot 1860 leefde Ciaccio in ballingschap in Genua, want hij kreeg geen amnestie van koning Ferdinand II der Beide Siciliën, bijgenaamd koning Bomba.
Ciaccio sloot zich aan bij de Expeditie van Duizend; dit waren vrijheidsstrijders, Roodhemden genoemd onder leiding van generaal Giuseppe Garibaldi. Ciaccio had de rang van luitenant. Na de landing van de Roodhemden in Marsala, Sicilië (1860) verdreven zij vandaaruit het Bourbonregime. Ciaccio werd bevorderd tot kapitein op het slagveld. Op 27 mei 1860 viel zijn geboortestad Palermo in handen van de rebellen; het bataljon van Ciaccio had de stadspoort Porta Montalto veroverd. Hij ontving de herdenkingsmedaille van de ontscheping in Marsala: de Medaglia commemoritava dei Mille di Marsala (1860).
Na de afschaffing van de Beide Siciliën (1861) vocht Ciaccio verder nog in de Derde Onafhankelijkheidsoorlog tegen Oostenrijk (1866), in noordelijk Italië. Hij had geen officiersrang meer en vocht als soldaat in de cavalerie.
Na de oorlog keerde Ciaccio naar Palermo terug. Hij was jaren werkzaam als bestuurder van de Berg van Barmhartigheid en het Burgerlijk Ziekenhuis. Hij maakte zich in 1885 nuttig door slachtoffers van de choleraepidemie te verzorgen.

## Eerbewijs
Zijn buste staat op de Piazza Olivuzza in Palermo.